# Dopad produkce masa na životní prostředí
Dopad produkce masa na životní prostředí se liší v závislosti na jeho zdroji, kterým může být velkochov, ekologické zemědělství, lov a rybolov. Může jím být produkce methanu, spotřeba vody, zabrání půdy nebo znečištění životního prostředí v důsledku užití fosilních paliv.
Zpráva Livestock's Long Shadow vydaná v roce 2006 Organizací pro výživu a zemědělství (FAO) uvádí, že „odvětví živočišné výroby je hlavním stresovým faktorem mnoha ekosystémů a planety jako celku. Globálně je jedním z největších zdrojů skleníkových plynů a jednou z hlavních příčin snižování biodiverzity, v rozvojových zemích jedním z hlavních zdrojů znečištění vody.“ Maso je také považováno za jeden z hlavních faktorů přispívajících k masovému vymírání organizmů.
V listopadu 2017 podepsalo 15 364 vědců z celého světa Varování lidstvu, které kromě jiného požaduje drastické snížení spotřeby masa na osobu.